# Provincia de Los Andes (Chile)
La Provincia de Los Andes es una provincia ubicada en la zona central de Chile. Está ubicada en el sector este de la Región de Valparaíso y cuenta con una superficie de 3054 km². Posee una población de 110.602 habitantes y su capital provincial es la ciudad de Los Andes.

## Comunas
La provincia está constituida por 4 comunas:
- Calle Larga
- Los Andes
- Rinconada
- San Esteban

## Autoridades
Las autoridades son nombradas directamente por el Presidente de la República y se mantienen en su cargo mientras cuenten con su confianza.

### Gobernador Provincial (1976-2021)

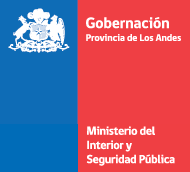
Logotipo de la Gobernación de la Provincia de Los Andes hasta 2021.

Los siguientes fueron los gobernadores provinciales de Los Andes.
| Gobernador(a)                    | Partido                    | Partido                    | Inicio                  | Final                   | Presidente(a) | Presidente(a)           |
| -------------------------------- | -------------------------- | -------------------------- | ----------------------- | ----------------------- | ------------- | ----------------------- |
| René Pérez Negrete               |                            | Militar                    | 1 de enero de 1976      | enero de 1981           |               | Augusto Pinochet        |
| Héctor Darrigrandi Márquez       |                            | Militar                    | enero de 1981           | enero de 1983           |               | Augusto Pinochet        |
| Titular(es) desconocido(s)       | Titular(es) desconocido(s) | Titular(es) desconocido(s) | 1983                    | 11 de marzo de 1990     |               | Augusto Pinochet        |
| Jaime Andrade Guenchocoy         |                            | PS                         | 11 de marzo de 1990     | 11 de marzo de 1994     |               | Patricio Aylwin         |
| Pedro Barrera Quezada            |                            | PDC                        | 11 de marzo de 1994     | 11 de marzo de 1998     |               | Eduardo Frei Ruíz-Tagle |
| Luis Henríquez Leiva             |                            | PDC                        | 11 de marzo de 1998     | 11 de marzo de 2000     |               | Eduardo Frei Ruíz-Tagle |
| Fernando Lepe Forno              |                            | PPD                        | 11 de marzo de 2000     | 2001                    |               | Ricardo Lagos           |
| René Canales Páez                |                            | PPD                        | 2001                    | 11 de marzo de 2006     |               | Ricardo Lagos           |
| Benigno Retamal Rodríguez        |                            | PPD                        | 11 de marzo de 2006     | 11 de marzo de 2010     |               | Michelle Bachelet       |
| Ángelo Barbieri Santorcuato      |                            | UDI                        | 17 de marzo de 2010     | 9 de abril de 2010      |               | Sebastián Piñera        |
| Edith Quiroz Ortiz               |                            | RN                         | 22 de abril de 2010     | 11 de marzo de 2014     |               | Sebastián Piñera        |
| María Victoria Rodríguez Herrera |                            | PCCh                       | 11 de marzo de 2014     | 6 de julio de 2016      |               | Michelle Bachelet       |
| Vilma Olave Garrido (s)          |                            | PPD                        | 8 de julio de 2016      | 18 de julio de 2016     |               | Michelle Bachelet       |
| Alonso Retamales (s)             |                            | PPD                        | 18 de julio de 2016     | 10 de noviembre de 2016 |               | Michelle Bachelet       |
| Daniel Zamorano Vargas           |                            | PCCh                       | 10 de noviembre de 2016 | 11 de marzo de 2018     |               | Michelle Bachelet       |
| Sergio Salazar Vargas            |                            | UDI                        | 11 de marzo de 2018     | 14 de julio de 2021     |               | Sebastián Piñera        |

### Delegado Presidencial Provincial (Desde 2021)

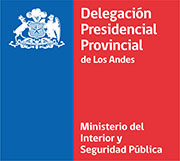
Logotipo de la Delegación Presidencial Provincial de Los Andes desde 2021.

Nuevo cargo que reemplaza la figura de Gobernador Provincial.
| Delegado(a)            | Partido | Partido | Inicio              | Final               | Presidente(a) | Presidente(a)    |
| ---------------------- | ------- | ------- | ------------------- | ------------------- | ------------- | ---------------- |
| Ricardo Figueroa Ayala |         | Ind.    | 14 de julio de 2021 | 11 de marzo de 2022 |               | Sebastián Piñera |
| Cristian Aravena Reyes |         | PS      | 11 de marzo de 2022 | En el cargo         |               | Gabriel Boric    |
| Cristian Aravena Reyes |         | PS      | 11 de marzo de 2022 | En el cargo         |               | Gabriel Boric    |